# Clinton (Carolina del Sud)
Clinton è una città degli Stati Uniti d'America, nella Contea di Laurens, nello stato della Carolina del Sud. La popolazione consta di 8 490 persone in base al censimento del 2010. Fa parte dell'Area Metropolitana Greenville–Mauldin–Easley. Clinton ospita anche il Presbyterian College.